# Władysław Strzemiński

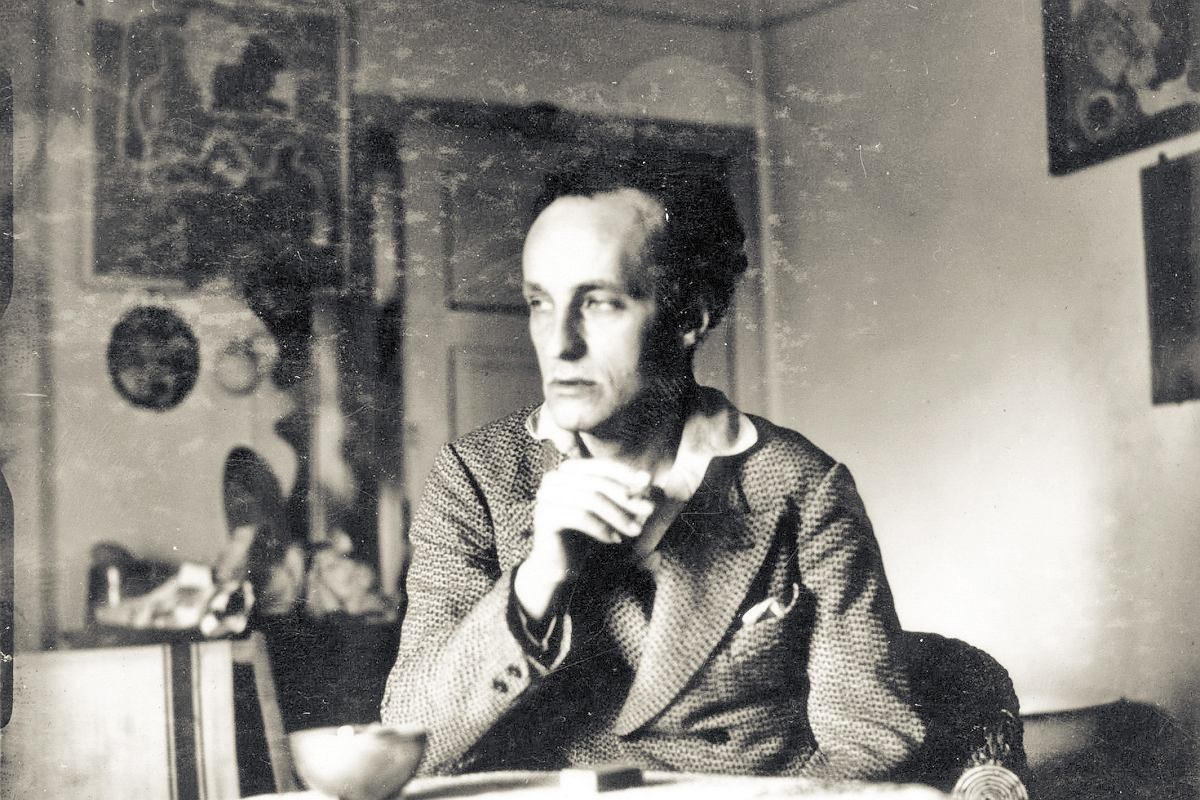
Wladyslaw Strzemiński

Władysław Strzemiński (Minsk, 21 de noviembre de 1893 - Łódź, 26 de diciembre de 1952) afamado pintor vanguardista polaco. Durante los años 1920, formuló su teoría del unismo, sus pinturas unísticas inspiraron las composiciones musicales de Zygmunt Krauze.  Autor del libro "La teoría de la visión", fue cocreador de una colección de arte vanguardista única de Lodz recogida por entusiastas miembros del colectivo  “A.R.” como Katarzyna Kobro, Henryk Stażewski, Julian Przyboś o Jan Brzękowski.
Tras la Guerra fue instructor de artes plásticas y diseño. Se casó con Katarzyna Kobro y estuvo siempre muy vinculado a la ciudad de Łódź, en cuyo antiguo cementerio descansan sus restos y donde la Real Academia de Bellas Artes lleva su nombre.

## Trayectoria
En 1914, completó sus estudios en la Escuela de Ingeniería Militar. Durante la Primera Guerra Mundial, en 1916, mientras se desempeñaba como oficial del cuerpo de ingenieros, fue gravemente herido y amputado de un brazo y una pierna. 
Durante la Revolución de octubre, en 1918, asistió a los primeros Talleres de Arte Libre del Estado (SVOMAS) en Moscú, y contactó con Kasimir Malevich y Vladimir Tatlin y conoce a Katarzyna Kobro. En 1919, comenzó a trabajar en el Departamento de Bellas Artes (IZO) del Comisariado de Educación Popular de Minsk. Se convierte en miembro de la Junta de Directores de Arte y la Industria del Arte de Moscú. En 1919-1920, trabajó en el Departamento de Educación del Gobierno en Smolensk donde, junto con Katarzyna Kobro, dirigió un estudio de arte (IZO-studio) que produjo, entre otras cosas, carteles de propaganda. Al mismo tiempo, colaboró con Malevich y el grupo de Vitebsk, UNOVIS ("La afirmación de lo nuevo en el arte"). Strzemiński presenta sus obras constructivistas en exposiciones en Moscú, Ryazan y Vitebsk. 
En el contexto de la guerra soviético-polaca (febrero de 1919 - marzo de 1921), en 1921, Strzemiński se mudó a Vilnius y comenzó a enseñar ilustración, primero como parte de los Seminarios de Graduados Militares de Lukasinski y más tarde en Escuela secundaria en Vileika (Bielorrusia). Se casó con Katarzyna Kobro en 1922. En 1922-23 y 1925-26, trabajó en la revista Zwrotnica ("El sitio", 1922-27, asociada a un movimiento literario de vanguardia), publicando entre otros artículos su Notatki o sztuce rosyjskiej (Notas sobre el arte ruso - 1922, n. 3, 1923, n.º 4). 
En 1923, trabajó con Vytautas Kairiūkštis en la organización de la exposición art nouveau en Vilnius, que de hecho es el punto de partida para el constructivismo polaco. En 1924 es el coorganizador del grupo Block (Bloque), que reúne a la vanguardia constructivista polaca. Intenta organizar la instalación de Malevich en Polonia, que no tiene éxito. En 1926 colaboró con el grupo de arquitectos y pintores Praesens (1926-1930), y escribió con Szymon Syrkus "El presente en la arquitectura y la pintura".
Entre 1924 y 1926, enseñó dibujo en Szczekociny y tomó un trabajo como profesor de secundaria en Brzeziny. En 1927 enseñó en la Facultad de Comercio e Industria de Koluszki. Sigue su propio método temático, que aborda los métodos de la Bauhaus. Sus escritos de 1928 y 1932 nos arrojan luz sobre sus concepciones pedagógicas.
También publicó "Unizm w Malarstwie" (Unismo en pintura) (1928) y en los años siguientes, otros textos en los que aclaró sus ideas a nivel teórico, como "Obliczanie rytmu czasoprzestrzennego" (Composición de la extensión. Evaluación del ritmo del espacio-tiempo) (1930) con su esposa, Katarzyna Kobro.
En 1929, con Katarzyna Kobro y Henryk Stazewski, y los poetas Jan Brzękowski y Julian Przyboś crearon el grupo a.r. (en polaco: artyści rewolucyjni, awangarda rzeczywista, la verdadera vanguardia: los artistas revolucionarios). Katarzyna Kobro también es miembro del grupo internacional Abstraction-Création fundado en París en 1931. En los años 29-31 el grupo a.r. como resultado de amistades e intercambios entre artistas, se forma la Colección Internacional de Arte Moderno que se transmite al Museo Municipal de Historia del Arte de Łódź. Los museos de la ciudad reorganizan sus colecciones, y en 1930 fundaron el Muzeum Sztuki, cuyo corazón se compone de esta excepcional colección de arte abstracto contemporáneo. Presentado al público en 1931, es la segunda colección internacional de museos de arte moderno en Europa. Los artistas continúan enriqueciéndolo hasta 1938. Es aún más excepcional ya que resulta de la elección de artistas.
En 1931, Strzemiński vivió en Łódź, donde se convirtió en miembro activo de la Unión de Artistas Plásticos Polacos (ZPAP). Enseña tipografía en una escuela técnica. En 1932, recibió el premio de la ciudad de Łódź. En 1945, se convirtió en profesor en la Escuela Nacional de Bellas Artes de Łódź, de la que es uno de los fundadores. El mismo año, lega su colección al Muzeum Sztuki de Łódź. W. Strzemiński y K. Kobro viven en Łódź durante la ocupación alemana en condiciones muy difíciles: las esculturas Katarzyna, que permanecieron en el taller, fueron casi todas destruidas, consideradas como "arte degenerado" por los nazis.
En 1946 diseñó la Sala Neoplásica de Muzeum Sztuki. En 1947-48 tenía un conjunto de muebles de formas neoplásicas y colores realizados por un taller de carpintería del Museo Łódź. Así, en la sala neoplásica, encontramos muebles que recuerdan al tipo de obras producidas en el contexto de De Stijl. La situación cambió rápidamente con el establecimiento de la República Popular de Polonia en 1946, con la brutal represión que tuvo lugar a las órdenes de Stalin, especialmente después de 1947, y que afectó a los polacos de todo tipo, incluso a los cuadros del Partido Trabajador Polaco, como Władysław Gomułka, detenido en 1951.
En 1950, Władysław Strzemiński se graduó de la Escuela Nacional de Bellas Artes de Łódź (PWSSP) por orden del Ministerio de Cultura, pero se le reprocha que no respete la doctrina anacrónica del realismo socialista.
Murió en la miseria a finales de diciembre de 1952. Está enterrado en el antiguo cementerio de ŁódŁ. Stalin murió en marzo de 1953.

## Teoría y práctica artística
Comienza con experimentos con nuevos materiales en el espíritu de Tatlin (contra relieve, 1919, herramientas y productos industriales) y en la dinámica de formas no objetivas (la "no objetividad" es un concepto más preciso que la "abstracción"). El único lienzo cercano a la supremacía que él conoce es el Proyecto de la estación de Gdynia de 1923. Pero en el catálogo de la exposición "Art Nouveau" en Vilnius en 1923, escribe: "Defino el arte como creación de la unidad de las formas orgánicas, paralelo a la naturaleza" y enfatiza "la unidad de las formas con la superficie de la pintura".
Publicó "Unizm w Malarstwie" (Unismo en pintura) (1928) "Kompozycja przestrzeni". "Obliczanie rytmu czasoprzestrzennego" (Composición de la extensión: Evaluación del ritmo del espacio-tiempo) (1930). Según Turowski "Formula el principio de la homogeneidad estructural de la obra de arte y su desimbolización. Destaca la importancia del trabajo y un orden social universal: la utopía de Strzemiński se basa en la convicción de que existe un ritmo común a la percepción del mundo y a los cambios sociales progresivos".
En "Aspectos de la realidad", publicado en 1936, analiza la transposición de lo que él llama la "nueva visión": "en una actividad visual en movimiento que involucra una gran cantidad de miradas"[...]"cada elemento formal visto en la naturaleza actúa sobre todos los demás y los transforma. El movimiento del ojo se [...] une con la forma de los elementos que se ven en la naturaleza y crea un ritmo formal común "[...]" Esta es la nueva visión para superar el aislamiento [ los objetos] y la diferenciación de la forma y los funde en un todo ópticamente homogéneo y en constante cambio".
Desde finales de la década de 1920, durante su práctica del Unismo, tiende a traducir esta homogeneidad por los métodos más diversos. Algunas de sus pinturas están cerca de un determinado monocromo, en el plano del color, mientras que el material pictórico está fuertemente solicitado por innumerables patrones repetitivos y escala progresiva. En un enfoque constructivista más clásico, produce composiciones arquitectónicas "donde los conjuntos de formas resultan de un principio matemático".
Su trabajo se centra, desde finales de la década de 1930 y después en la posguerra en "las diferentes percepciones de la naturaleza". Tituló una serie de la posguerra "pintura de imágenes persistentes" incluso "paisaje". En sus montajes de fotografías y dibujos A mis amigos los judíos, de 1945, que relatan la deportación y el exterminio de los judíos, da a ver las atrocidades de la guerra. Yuxtapone los detalles fotográficos recortados con sus dibujos lineales que constituyen una red de líneas continuas, hechas de curvas y contra curvas con inflexiones constantes: el contorno de cualquier forma. Es este conjunto de líneas que también utiliza en sus pinturas, incorporando un juego sutil de colores y texturas con líneas rectas que cruzan el espacio del lienzo.

## Categorías de obras. Cronología / imágenes de internet.
Estas categorías están tomadas del catálogo del centenario de su nacimiento. Algunas ilustraciones son accesibles en internet.

### Pinturas
- Periodo ruso, 1918-1921 Martwa natura (Naturaleza muerta) 1918: En la página ghttps://www.wikiart.org/en/wladyslaw-strzeminski[13] y 26/34 en la página de la cultura polaca: Muzeum Sztuki https://msl.org.pl/

- Post-suprematismo, 1923: Composición sintética 1, 1923 y Still Life 3, 1923 en Mick Finch http://www.mickfinch.com/texts/strzeminski.html

- Unidad, 1924-29

- Composiciones arquitectónicas, 1926-29: Kompozycja architektoniczna 12c 1929: En la página Wikiart.org https://www.wikiart.org/en/wladyslaw-strzeminski

- Unismo, 1931-34: Composiciones 1931, 1932 y 1934: En la página Wikiart.org https://www.wikiart.org/en/wladyslaw-strzeminski
- Composiciones abstractas, 1933-34: Composición, 1934: en paddytheque.net Vanguardias polacas - The Cateau-Cambresis, del 2 de julio al 1 de octubre de 2006
- Paisajes, paisajes marinos, urbano, 1931-34: Pejzaż łódzki y Łódź Paisaje 1932, Kompozycja morska. Wenus 1933, Oak 1934 y Pejzaż morski, 2 VII 1934: en la página Wikiart.org https://www.wikiart.org/en/wladyslaw-strzeminski
- Estudios cubistas, 1924-31: 10/34 En la página del portal de cultura polaca: Muzeum Sztuki https://msl.org.pl/ y Still Life ', 1931 en Weranda.pl https://www.weranda.pl/sztuak-new/slawni-artysci/zolnierz-awangardy?ai=0
- Afterimages, 1948-49: Pejzaż 1948, Powidok słońca 1949, Rudowłosa 1949: En la página Wikiart.org https://www.wikiart.org/en/wladyslaw-strzeminski
- Realismo del conocimiento, 1949-50: Żniwiarki 1950: En la página de Wikiart.org https://www.wikiart.org/en/wladyslaw-strzeminski, Pejzaż - Kłosy, 1950 r. En la página desa.pl https://desa.pl/pl/auctions/180/object/21372/wladyslaw-strzeminski-pejzaz-klosy-1950-r

### Dibujos
- Bielorrusia occidental, serie, 1939: en Art Info.pl http://www.artinfo.pl/pl/katalog-aukcji/aukcja/c3b579c7/sosny-nad-morzem-1939-r/
- Deportaciones, 1940: 18/34 Portal de la Cultura Polaca: Muzeum Sztuki https://msl.org.pl/
- La guerra contra las casas, serie, 1941:
- Caras, serie, 1942: en Art Info.pl http://www.artinfo.pl/pl/katalog-aukcji/aukcja/c3b579c7/sosny-nad-morzem-1939-r/
- Paisajes y bodegones, serie, 1943-44:
- Sin valor como el barro II, serie, 1943-44:
- Manos que no están con nosotros, serie, 1945:
- A mis hermanos, los judíos, serie, 1945: En la página: El lugar del crimen: repensando la historia del arte en Polonia y en el Museo de Bellas Artes de Lyon https://ehri-project.eu/sticky-spot-crime-rethinking-art-history-poland
- Paisajes, paisajes marinos, urbanos, 1946-47:
- Realismo del conocimiento, 1949-50: Ohne Titel, 1950

### Otras formas
1. Artes gráficas
2. Artes Aplicadas
3. Tipografía: cubierta de un libro de Julian Przyboś: Z, 1930: en la página Wikiart.org https://www.wikiart.org/en/wladyslaw-strzeminski
4. Textiles: 2 motivos impresos en seda: 13/34: En la página de la cultura polaca: Muzeum Sztuki https://msl.org.pl/
5. Formas espaciales (muebles) y composiciones interiores (decoración interior): 1/34, 2/34, 7/34 y 8/34: En la página del portal de la cultura polaca: Muzeum Sztuki https://msl.org.pl/

## Película de 2016:Las flores azules
En 2016, Bogusław Linda interpreta el papel de Władysław Strzemiński en la última película de Andrzej Wajda: Powidoki; en español Las flores azules.

## Exposición 2018-19
- 24 de octubre de 2018 → 14 de enero de 2019: "Una vanguardia polaca". Centre Pompidou, https://www.centrepompidou.fr/cpv/resource/c5nRALb/rXEoRR9
- Katarzyna Kobro y Wladyslaw Strzeminski - Una vanguardia polaca. en https://slash-paris.com/fr/evenements/katarzyna-kobro-et-wladyslaw-strzeminski-une-avant-garde-polonaise